# Élection présidentielle grecque de 2020
L’élection présidentielle grecque de 2020 a lieu le 22 janvier 2020 afin d'élire au suffrage indirect le président de la République hellénique pour un mandat de cinq ans.
Ce scrutin intervient quelques mois après les élections législatives de 2019, qui ont produit une alternance favorable au parti conservateur Nouvelle Démocratie à l'issue d'une législature dominée par le parti de gauche radicale SYRIZA.
La Constitution de 1975 autorise le président sortant Prokópis Pavlópoulos, issu des rangs de Nouvelle Démocratie, à briguer un second quinquennat, ce qu'il ne fait pas explicitement.
Quelques jours avant le scrutin, la juge Ekateríni Sakellaropoúlou est proposée comme candidate de consensus par le Premier ministre conservateur, Kyriákos Mitsotákis. Cette candidature indépendante de la présidente du Conseil d'État obtient rapidement l'appui du parti majoritaire ainsi que du KINAL et de SYRIZA. Ayant bénéficié du soutien de ces trois partis dès le premier tour, Sakellaropoúlou devient à l'issue de cette élection la première femme présidente du pays.

## Contexte

### Institutionnel
Le président de la République hellénique assume ses fonctions dans le cadre d'un régime parlementaire. Depuis une révision constitutionnelle élaborée par le gouvernement socialiste d'Andréas Papandréou en 1986, son rôle est essentiellement honorifique. Même si son droit de dissoudre le Parlement se trouve très limité, il nomme le Premier ministre et les autres membres du gouvernement.

### Élection présidentielle de 2014-2015

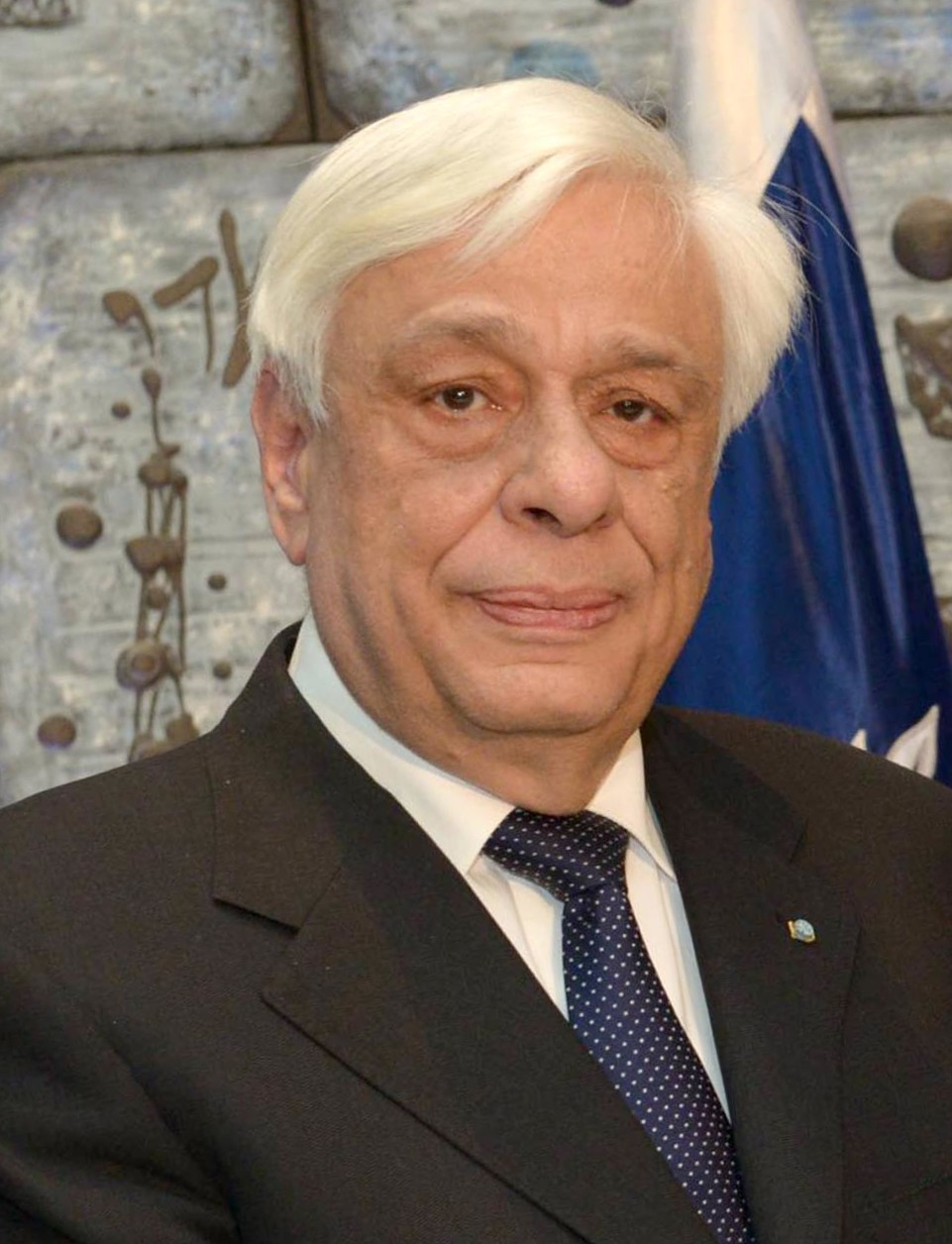
Le président sortant, Prokópis Pavlópoulos.

En décembre 2014, plusieurs mois avant l'expiration du second mandat de Károlos Papoúlias, le gouvernement de large entente dirigé par le conservateur Antónis Samarás choisit d'avancer la convocation des grands électeurs pour l'élection présidentielle. À cette occasion, l'ancien commissaire européen Stávros Dímas est désigné candidat de la majorité parlementaire.
Malgré de longues tractations et des tentatives de corruption, le candidat soutenu par le gouvernement ne parvient pas à recueillir les majorités requises, et des élections législatives anticipées sont provoquées par cet échec, conformément à la Constitution. Elles sont remportées le 25 janvier 2015 par la coalition de gauche radicale SYRIZA, dont le chef Aléxis Tsípras est ensuite nommé Premier ministre par le président Papoúlias grâce à l'appui des Grecs indépendants, un parti de droite souverainiste.
Quelques semaines plus tard, après avoir songé à soutenir la candidature du commissaire européen Dimítris Avramópoulos, le nouveau Premier ministre propose celle de l'ancien ministre conservateur Prokópis Pavlópoulos à la présidence de la République. Celui-ci est finalement élu le 18 février 2015 par 233 voix sur 300 grands électeurs inscrits.

### Alternance parlementaire de 2019
Après une législature marquée par de nombreuses crises et des relations tendues avec l'Union européenne, la coalition d'Aléxis Tsípras perd les élections législatives du 7 juillet 2019 au profit des conservateurs de la Nouvelle Démocratie. Le dirigeant du parti, Kyriákos Mitsotákis, est nommé Premier ministre dès le lendemain par le président Pavlópoulos, puis forme son gouvernement le 9 juillet suivant.

## Modalités du scrutin

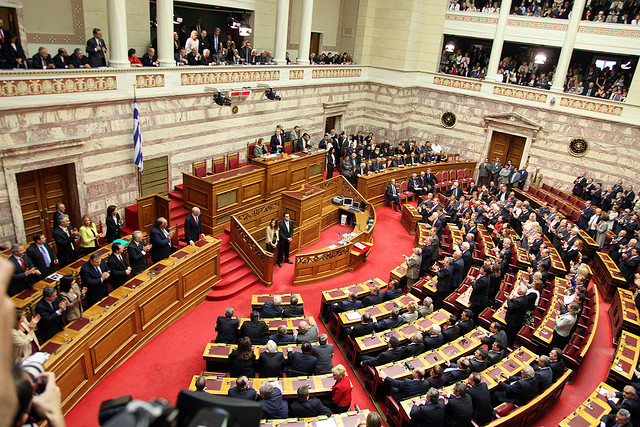
L'hémicycle du Parlement, où se déroule le processus électoral.

Tout candidat à la présidence de la République hellénique doit être âgé d'au moins 40 ans révolus le jour de son élection.
Jusqu'en 2019, pour être élu au 1er ou 2e tour, un candidat devait obtenir une majorité des deux-tiers des inscrits, c'est-à-dire au moins 200 voix, le Parlement grec comptant 300 membres. En cas d'échec, un troisième tour avait lieu pour lequel seule une majorité des 3⁄5 est nécessaire, soit 180 voix. Aucun débat parlementaire ne pouvait précéder le vote et les députés devaient exprimer leur préférence l'un après l'autre ; leur choix ne pouvait être accompagné d'une déclaration durant le processus électoral.
Si aucun candidat n'était élu à l'issue du 3e tour, la dissolution du Parlement devait être entérinée dans les dix jours suivants avant la convocation d'élections législatives anticipées. Le nouveau Parlement disposait alors de 20 jours pour élire un président. Pour cette 2e phase, les majorités requises étaient de 180 voix au 1er tour, la majorité absolue (151 voix) au 2e tour, puis la majorité simple au 3e et dernier tour. Ce cas de figure ne s'est produit qu'à deux reprises, en 1990 et lors de la précédente élection présidentielle, finalement remportée par le conservateur Prokópis Pavlópoulos au terme d'une deuxième phase électorale.
Depuis une révision constitutionnelle entamée à l'initiative du gouvernement Tsípras et achevée par la majorité parlementaire suivante avec entrée en vigueur en 2019, la dissolution du Parlement n'est plus automatique après trois tours de scrutin infructueux. Lors des deux premiers tours, est élu le candidat réunissant la majorité des deux tiers du total des membres du collège électoral, soit 200 voix. Au troisième tour, la majorité requise est abaissée aux trois cinquièmes, soit 180 voix. La majorité absolue — 151 voix — est requise pour le quatrième tour, tandis qu'une majorité simple suffit lors de la cinquième opération de vote.

## Composition du collège électoral
Les 300 grands électeurs sont les députés issus des élections législatives du 7 juillet 2019.
|       |                                                   |           |                      |
| Parti | Parti                                             | Électeurs | % du corps électoral |
|       | Nouvelle Démocratie (ND)                          | 158       | 52,67                |
|       | SYRIZA                                            | 86        | 28,67                |
|       | Mouvement pour le changement (KINAL)              | 22        | 7,33                 |
|       | Parti communiste de Grèce (KKE)                   | 15        | 5,00                 |
|       | Solution grecque (EL)                             | 10        | 3,33                 |
|       | Front de désobéissance réaliste européen (MéRA25) | 9         | 3,00                 |
| Total | Total                                             | 300       | 100                  |

## Candidats

### Ekateríni Sakellaropoúlou
Alors que le président sortant Prokópis Pavlópoulos est éligible pour un second mandat de cinq ans, le Premier ministre Kyriákos Mitsotákis propose finalement la candidature de la juge Ekateríni Sakellaropoúlou lors d'une allocution diffusée le 15 janvier 2020, quelques jours avant le scrutin.
Âgée de 63 ans, cette juriste sans expérience politique a occupé de nombreux postes dans la magistrature, jusqu'à devenir vice-présidente, puis présidente du Conseil d'État à partir de 2017. Spécialiste du droit de l'environnement, elle s'est notamment opposée à la construction d'un barrage hydraulique en Thessalie. Elle est considérée comme une personnalité « moderne » et « progressiste » dont l'élection constituerait un symbole majeur alors que la société grecque demeure patriarcale et discriminante envers les femmes,,.
Sa candidature fait rapidement l'objet d'un consensus entre la Nouvelle Démocratie, SYRIZA et le KINAL.

### Autres
Le MéRA25, dirigé par Yánis Varoufákis, décide de proposer la candidature de Magda Fýssas, mère du rappeur Pávlos Fýssas, assassiné par un sympathisant du parti d'extrême droite Aube dorée. Celle-ci refuse cependant d'être investie candidate à la présidence de la République et son retrait laisse Sakellaropoúlou seule candidate à la plus haute fonction de l'État.

## Résultats
| Candidat                 | Candidat                  | Parti                    | Premier tour | Premier tour |
| Candidat                 | Candidat                  | Parti                    | Voix         | %            |
| ------------------------ | ------------------------- | ------------------------ | ------------ | ------------ |
|                          | Ekateríni Sakellaropoúlou | Indépendante             | 261          | 100          |
|                          |                           |                          |              |              |
| Majorité requise         | Majorité requise          | Majorité requise         | 200 voix     | 200 voix     |
|                          |                           |                          |              |              |
| Suffrages exprimés       | Suffrages exprimés        | Suffrages exprimés       | 261          | 88,78        |
| Votes blancs et nuls     | Votes blancs et nuls      | Votes blancs et nuls     | 33           | 11,22        |
| Total                    | Total                     | Total                    | 294          | 100          |
| Absents                  | Absents                   | Absents                  | 6            | 2,00         |
| Inscrits / Participation | Inscrits / Participation  | Inscrits / Participation | 300          | 98,00        |